# Rafael Pérez Sierra
Rafael Pérez Sierra (Madrid, 1935) es un gestor de artes escénicas, director, adaptador y montador teatral, así como guionista de cine español, que ha ocupado distintos puestos públicos de responsabilidad en los años 1980 y 1990 en la organización de la estructura de la danza y el teatro español.

## Biografía
Licenciado en Derecho por la Complutense de Madrid, sin embargo ha dedicado toda su vida al arte dramático. Comenzó a trabajar como ayudante en el Teatro María Guerrero de Madrid. Fue catedrático de la Escuela de Canto y director en la Real Escuela Superior de Arte Dramático, hasta su nombramiento como director general de Teatro durante el primer gobierno de Adolfo Suárez. Desde el ámbito político, impulsó la creación del Centro Dramático Nacional y del Festival de Teatro Clásico de Almagro (1978), entonces dependiente directamente de la dirección general. Más tarde, fue fundador del Festival de Teatro Clásico de Olite.
Tras abandonar las responsabilidades políticas, pudo dirigir el Festival de Almagro (1986-1989, en sustitución de César Oliva) y la Compañía Nacional de Teatro Clásico, que ayudó a constituir en 1986, en dos ocasiones, ambas en sustitución de Adolfo Marsillach (1989-1991 y 1997-1999).
Pérez Sierra ha destacado por sus adaptaciones del teatro clásico español, en especial del Siglo de Oro —Calderón y Lope de Vega, especialmente—, además de otros autores no españoles, como el estadounidense Arthur Miller o el francés, Pierre de Marivaux. Entre las decenas de montajes de los que ha sido responsable, se pueden encontrar El médico de su honra, No hay burlas con el amor, ¿De cuándo acá nos vino? o La moza de cántaro. Ha sido también guionista de cine, y junto con Pilar Miró, preparó el de El perro del hortelano, por el que recibió el Premio Goya al mejor guion adaptado (1996) ex aequo con Miró.

## Premios
Medallas del Círculo de Escritores Cinematográficos
| Año  | Categoría            | Película               | Resultado |
| ---- | -------------------- | ---------------------- | --------- |
| 1996 | Mejor guion adaptado | El perro del hortelano | Ganador   |